# SFC Opava
El SFC Opava es un equipo de fútbol de la República Checa que juega en la Druhá liga, la segunda liga de fútbol más importante del país.

## Historia
Fue fundado en el año 1901 en la ciudad de Opava y han jugado en la máxima categoría tanto de la República Checa como de la antigua Checoslovaquia, aunque no juega en ella desde el 2005 debido a problemas financieros; disputando más de 180 en la máxima categoría.
Desde la aparición de la República Checa han jugado en la Gambrinus liga, cuya primera aparición en la liga fue en 1995, y han tenido varios nombres a lo largo de su historia, los cuales han sido:
- 1907-09 - Troppauer Fussballverein
- 1909-39 - Deutscher Sportverein Troppau
- 1939-45 - NS Turngemeinde Troppau
- 1945-48 - SK Slezan Opava
- 1948-50 - Sokol Slezan Opava
- 1950-53 - ZSJ SPJP Opava
- 1953-58 - TJ Baník Opava
- 1958-90 - TJ Ostroj Opava
- 1990-94 - FK Ostroj Opava
- 1994-98 - FC Kaučuk Opava
- Desde 1998 - SFC Opava

## Rivalidades
Su principal rival es el FC Baník Ostrava, con quien protagonizan el llamado Derby de Silesia.

## Palmarés
- Druhá liga: 1 (II)

2017-18
- Moravian–Silesian Football League: 2 (III)

2010–11, 2013-14
- Krajský přebor Moravskoslezského kraje: 1 (V)

2005–06

## Participación en competiciones de la UEFA
- Copa Intertoto de la UEFA: 1 aparición

1996 - 3º Lugar Grupo 8